# 石橋八九郎 (1862年生の実業家)
石橋 八九郎（いしばし はちくろう、旧姓・中村、前名・政太郎、1862年9月18日〈文久2年8月25日〉 - 1926年〈大正15年〉4月8日）は、日本の実業家。石橋合名会社代表社員。族籍は和歌山県平民。

## 人物
和歌山県日高郡南部町（現・みなべ町）生まれ。中村六郎の長男。普通学を修める。先代八九郎の養嗣子となり、1889年に家督を相続し、前名・政太郎を改める。
大阪に志して、綿ネル業に着目し「一大事業家になろう」として、紀州ネルを加工して防水布を調製する。和歌山市新中通に綿ネル界の金融機関として紀州銀行を創立し、取締役となる。一方、三共肥料会社を設置する。
また郷土に於いて綿ネル業を開始し、多大の信用を得て業は益々進展し、東京、大阪等に支店を設ける。銀行会社の重役であり、石橋合名会社代表社員、四十三銀行、紀伊貯蓄銀行各取締役、内海紡織監査役などをつとめた。住所は和歌山県海草郡塩津村（現・海南市下津町塩津）。

## 家族・親族
石橋家
養父・八九郎は安政5年、石橋家を嗣いだが、当時石橋の資産は未だ富裕ではなく、僅かに米穀と肥物を商い、唯数畝の菜園があるのみだった。八九郎が励精刻苦、家事を見るとまもなく資産は漸く富裕となった。
- 養父・八九郎[2]（旧姓・阪本、紀州銀行、南陽肥料各取締役）[6]
- 妻・タミ（1865年 - ?、養父八九郎の二女）[2][3]
- 長男・八九郎（1884年 - ?、前名・松太郎[2]、石橋合名会社代表社員）
  - 同妻・常（1889年 - ?、和歌山士族、寺島良業の二女）[2][3]
- 四男[5]
- 長女[2]
- 二女[5]
- 三女・ユキ（1895年 - ?、和歌山、上山市郎兵衛の長男市三郎の妻）[2]
- 五女[5]
- 六女[5]
- 孫[2]

親戚
- 上山市郎兵衛（農業、上山殖産代表取締役）
- 上山薫（内外除虫菊社長）
- 寺島健（海軍軍人、浦賀船渠、大日本兵器各社長）